# Walter Breuer (Landrat)
Walter Breuer (* 4. November 1881 in Niederschelden bei Siegen; † 12. Juli 1948) war ein deutscher Verwaltungsbeamter.
Nach dem Abitur im Jahr 1903 studierte er Rechts- und Staatswissenschaften und legte 1907 das Referendar-Examen ab. Er war Landrat im Kreis Biedenkopf  (1920–1925) und im Kreis Lebus (1926–1929). Anschließend wirkte er bis 1933 als Vizeregierungspräsident in Stralsund im Regierungsbezirk Stralsund.
Nach der nationalsozialistischen Machtübernahme wurde Breuer seines Postens enthoben und war für mehrere Monate ins KZ Lichtenburg eingesperrt. Da eine Wiederaufnahme in den Verwaltungsdienst unmöglich war, fand Breuer – zeitweise von der Gestapo bewacht – als Privatbeamter bei der Stahlindustrie Beschäftigung. Gesundheitlich geschwächt, starb er drei Jahre nach Ende des Zweiten Weltkriegs an den Folgen eines Schlaganfalls.